# Княжество Лукка и Пьомбино
Княжество Лукка и Пьомбино (фр. Principauté de Lucques et Piombino, итал. Principato di Lucca e Piombino) — недолговечное итальянское государство периода Наполеоновских войн.
Княжество Лукка и Пьомбино было создано Наполеоном для сестры Элизы и её мужа Феликса Паскаля Баччиоки путём аннексии княжества Пьомбино республикой Лукка, превращённой в монархию. 22 июня 1805 года Наполеон написал конституцию нового государства, создал Государственный совет и Законодательный сенат. Денежной единицей княжества стал французский франк. В 1806 году к княжеству было присоединено герцогство Масса и Каррара.
3 марта 1809 года Элиза стала великой герцогиней Тосканской, и таким образом княжество Лукка и Пьомбино перестало быть отдельным государством и вошло в состав Великого герцогства Тосканского.
В 1814 году, после разгрома Наполеона, было создано Герцогство Лукка, остров Эльба был передан в управление отправленному в изгнание Наполеону, а Пьомбино стало частью Великого герцогства Тосканского.
В 1815 году Герцогство Лукка оказалась в руках Марии-Луизы.

## Внешние ссылки
- Написанная Наполеоном Конституция княжества Архивная копия от 21 октября 2020 на Wayback Machine  (итал.)